# Stazione di Shinainuma
La stazione di Shinainuma (品井沼駅?, Shinainuma-eki) è una stazione ferroviaria situata nella cittadina di Matsushima, nella prefettura di Miyagi, ed è servita dalla linea principale Tōhoku della JR East.

## Linee ferroviarie
East Japan Railway Company
■ Linea principale Tōhoku

## Struttura
La stazione è costituita da due marciapiedi laterali collegati da sovrappassaggio con due binari passanti. Sono presenti dei pannelli per la bigliettazione elettronica Suica.
| 1 | ■ Linea principale Tōhoku | per Kashimadai, Kogota e Ichinoseki |
| 2 | ■ Linea principale Tōhoku | per Shiogama, Sendai e Shiroishi    |

## Stazioni adiacenti
| «                                                   | Servizio                | »                       |
| Linea principale Tōhoku                             | Linea principale Tōhoku | Linea principale Tōhoku |
| --------------------------------------------------- | ----------------------- | ----------------------- |
| Atago                                               | Locale                  | Kashimadai              |
| Il Rapido "Sanriku" e il Rapido diretto non fermano |                         |                         |